# Doumouolé
Doumouolé est une localité du département de Guéguéré, dans la province d’Ioba (région du Sud-Ouest) au Burkina Faso. En 2006, cette localité comptait 806 habitants dont 53% de femmes.